# Scott Arniel
Scott William Arniel (* 17. September 1962 in Kingston, Ontario) ist ein ehemaliger kanadischer Eishockeyspieler und derzeitiger -trainer. Während seiner von 1981 bis 1999 andauernden Profikarriere absolvierte der linke Flügelstürmer unter anderem 764 Spiele für die Winnipeg Jets, Buffalo Sabres und Boston Bruins in der National Hockey League. Seit Mai 2024 fungiert er als Cheftrainer der Winnipeg Jets, nachdem er von 2010 bis 2012 in dieser Funktion bereits die Columbus Blue Jackets betreut hatte.

## Karriere

### Als Spieler
Scott Arniel wurde in Kingston geboren und spielte in seiner Jugend für die Cornwall Royals in der Ligue de hockey junior majeur du Québec (LHJMQ), wobei er mit dem Team in den ersten beiden Spielzeiten jeweils den Memorial Cup gewann. Anschließend wählten ihn die Winnipeg Jets im NHL Entry Draft 1981 an 22. Position aus, bei denen er schließlich mit Beginn der Saison 1981/82 in der National Hockey League (NHL) debütierte. Wenig später jedoch schickten die Jets den Angreifer zurück zu den Cornwall Royals, die mittlerweile in der Ontario Hockey League antraten. Infolgedessen nahm Arniel erneut an der Junioren-Weltmeisterschaft teil und errang dort 1982 mit der kanadischen U20-Auswahl die Goldmedaille, nachdem er mit der Mannschaft im Jahr zuvor noch den siebten Platz belegt hatte.
Mit Beginn der Saison 1982/83 etablierte sich der Flügelstürmer im NHL-Aufgebot der Jets und erreichte bereits in seiner zweiten kompletten Spielzeit seine beste persönliche Statistik, indem er in 80 Spielen 56 Scorerpunkte verzeichnete. Nach insgesamt fünf Jahren in Winnipeg wurde Arniel im Juni 1986 im Tausch für Gilles Hamel an die Buffalo Sabres abgegeben. Bereits nach vier Jahren kehrte er allerdings nach Winnipeg zurück, als Buffalo ihn, Phil Housley und Jeff Parker an die Jets abgab und im Gegenzug Dale Hawerchuk erhielt; zudem tauschten die Teams ihre Erstrunden-Wahlrechte für den NHL Entry Draft 1990. Die Saison 1990/91 verbrachte Arniel somit wieder in Winnipeg, bevor er im November 1991 ohne weitere Gegenleistung zu den Boston Bruins transferiert wurde. In der Folge spielte er teilweise bei den Bruins sowie bei den Maine Mariners und den New Haven Nighthawks in der American Hockey League (AHL). Diese Spielzeit 1991/92 markierte das Ende von Arniels NHL-Karriere, in der er insgesamt 764 Spiele absolviert und dabei 344 Scorerpunkte erzielt hatte.
In der Folge wechselte Arniel in die International Hockey League (IHL), in der in den folgenden sieben Spielzeiten noch auf weitere 585 Einsätze kam, für die San Diego Gulls, die Houston Aeros, die Utah Grizzlies sowie die Manitoba Moose. Mit den Grizzlies gewann der Kanadier dabei 1996 die Playoffs um den Turner Cup. Nach der Saison 1998/99 beendete er seine aktive Karriere.

### Als Trainer
Nachdem Arniel bereits in der Saison 1995/96 als Spieler der Houston Aeros zum Teil mit Trainer-Aufgaben betraut wurde, kehrte er ein Jahr nach seinem Karriereende als Assistenztrainer zu den Manitoba Moose zurück. In deren Trainerstab stand der Kanadier zwei Jahre, bevor er zu einem weiteren Ex-Arbeitgeber und in die NHL zurückkehrte, indem er als Assistenztrainer von den Buffalo Sabres eingestellt wurde. Nach drei Jahren in Buffalo kehrte Arniel abermals nach Manitoba zurück und übernahm die Moose mit Beginn der Saison 2006/07 als Cheftrainer. In dieser Funktion erhielt er 2009 den Louis A. R. Pieri Memorial Award als bester Trainer der American Hockey League, bevor er 2010 bei den Columbus Blue Jackets seine erste Position als NHL-Headcoach übernahm. Zudem vertrat er sein Heimatland als Assistenztrainer der kanadischen Nationalmannschaft bei der Weltmeisterschaft 2011.
Nach eineinhalb Jahren wurde Arniel in Columbus entlassen und durch Todd Richards ersetzt. Anschließend kehrte er für eine Saison in die AHL zurück, in der er die Chicago Wolves betreute, bevor er im August 2013 als neuer Assistenztrainer der New York Rangers vorgestellt wurde. Dort war er bis zum Ende der Spielzeit 2017/18 tätig, als er mitsamt Headcoach Alain Vigneault entlassen wurde. Wenig später wurde er in gleicher Funktion von den Washington Capitals angestellt. In der Hauptstadt war er vier Jahre tätig, bevor er im Juli 2022 von den Winnipeg Jets verpflichtet wurde, ebenfalls als Assistenztrainer. Dort wiederum verkündete Headcoach Rick Bowness nach der Saison 2023/24 das Ende seiner Trainerkarriere, sodass Arniel wenige Wochen später zum neuen Cheftrainer der Jets befördert wurde.

## Erfolge und Auszeichnungen
Als Spieler
- 1980 Memorial-Cup-Gewinn mit den Cornwall Royals
- 1981 Memorial-Cup-Gewinn mit den Cornwall Royals
- 1982 Goldmedaille bei der Junioren-Weltmeisterschaft
- 1996 Turner-Cup-Gewinn mit den Utah Grizzlies

Als Trainer
- 2009 Louis A. R. Pieri Memorial Award

## Karrierestatistik

### Spielerstatistik

#### International
Vertrat Kanada bei:
- Junioren-Weltmeisterschaft 1981
- Junioren-Weltmeisterschaft 1982

### NHL-Trainerstatistik
(Legende zur Trainerstatistik: Sp oder GC = Spiele insgesamt; W oder S = erzielte Siege; L oder N = erzielte Niederlagen; T oder U = erzielte Unentschieden; OTL oder OTN = erzielte Niederlagen nach Overtime oder Shootout; Pts oder Pkt = erzielte Punkte; Pts% oder Pkt% = Punktquote; Win% = Siegquote; Resultat = erreichte Runde in den Play-offs)

## Persönliches
Arniel ist verheiratet und Vater zweier Kinder. Sein Neffe Jamie Arniel ist ebenfalls professioneller Eishockeyspieler.